# Gouvernement Mulamba
République démocratique du Congo
Kimba Conseil exécutif
Le gouvernement Mulamba, est un gouvernement de la république démocratique du Congo, formé par Léonard Mulamba et nommé par le président Joseph-Désiré Mobutu, le 28 novembre 1965, soit quatre jours après le 24 novembre, jour de la prise du pouvoir et l’Acte de proclamation de la seconde République.

## Composition
Comme défini dans l’Acte de proclamation de la seconde République, le gouvernement compte au moins un membre de chacune des 21 provinces du pays et de la capitale.

### Premier ministre
- Premier ministre : colonel Léonard Mulamba

### Ministres
- Affaires étrangères : Justin Bomboko
- Agriculture : Alphonse Zamundu
- Classes moyennes : Bernardin Mungul Diaka
- Défense nationale, rattachée au président de la République : Joseph-Désiré Mobutu
- Éducation nationale : abbé Athanase Ndjadi
- Finances : Jean-Joseph Litho
- Fonction publique : Michel Colin
- Intérieur et Affaires coutumières : Étienne Tshisekedi
- Plan : Jean-Marie Kititwa
- Santé publique : Martin Tshishimbi
- Transports et communications : Victor Nendaka
- Travaux publics : Jean Bolikango
- Commerce extérieur : Blaise Oscar Mulelenu

### Secrétaires d’État
- Affaires étrangères : Joseph Kulumba
- Économie nationale : Eloï Mayala
- Justice : Joseph Nsinga
- Terres, Mines et Énergie : Michel Kabamba

### Hauts-commissaires
- Information et : Jean-Jacques Kande et Antoine Ngwenza
- Jeunesse et Sport : Victor N'Joli et Théodore Mwamba